# Virgil Earp
Virgil Earp, né à Hartford le 18 juillet 1843, mort le 19 octobre 1905, était le shérif du comté de Cochise et à Tombstone en Arizona.
Il est célèbre pour sa participation à la fusillade d'O.K. Corral avec Doc Holliday et ses frères Wyatt Earp et Morgan Earp (en).
Il s'est engagé dans l'armée de l'Union pendant la guerre civile américaine où il a servi sept ans dans l'infanterie, et a eu de nombreux métiers par la suite. Pour le reste de sa vie, il voyagea dans divers états de l'ouest et il mourut de pneumonie à Goldfield dans le Nevada. 